# Wohnen am Lohbach

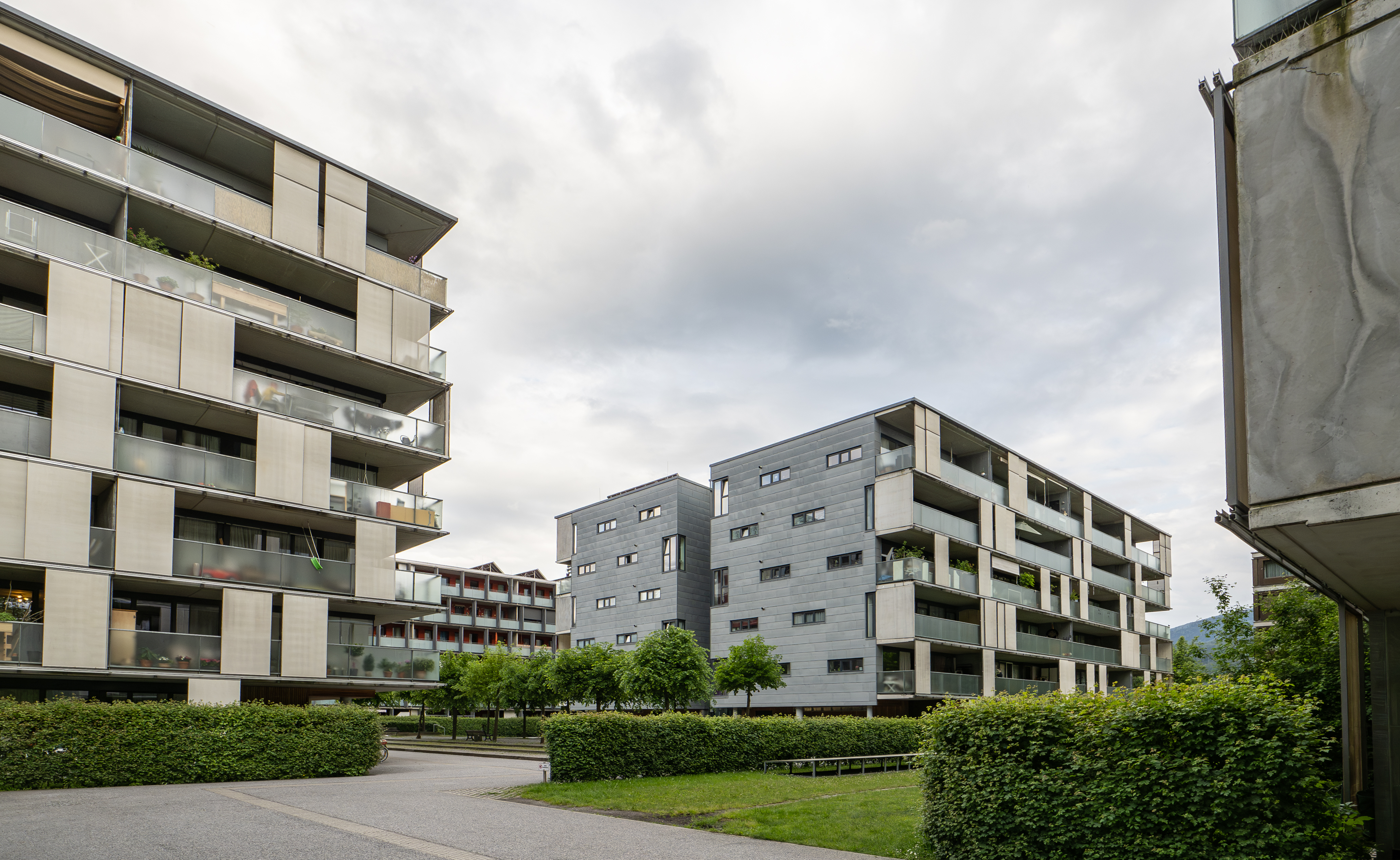
Die Wohnhausanlage mit den charakteristischen Fassaden

Wohnen am Lohbach ist eine Wohnhausanlage nördlich und westlich am Lohbach an der Technikerstraße und am Franz-Baumann-Weg im Stadtteil Hötting West der Stadtgemeinde Innsbruck im Bundesland Tirol.

## Geschichte
Die Wohnhausanlage wurde von der Gemeinnützigen Wohnungs- und SiedlungsGmbh Neue Heimat Tirol nach den Plänen des Architekturbüros Baumschlager Eberle und Gerhard Zweier erbaut.
In den 2005 - 2008 wurden weitere 3 sechs- und siebengeschoßige Baukörper mit insgesamt 154 Wohnungen nach den Plänen von driendl*architects realisiert.

## Architektur
Sechs Häuser mit fünf bis sieben Geschoßen bilden 298 Wohneinheiten. Die mittigen großzügigen von oben natürlich belichteten Treppenhäuser erschließen allseitig die Wohnungen. welche wiederum von großzügigen Terrassen und Balkonen umschlossen sind. Die umlaufenden Terrassen haben Brüstungen aus satiniertem Glas und geschoßhohe vorgesetzte Kupferfaltläden. Durch die unterschiedlich offenen oder geschlossenen Stellungen der Faltläden durch die Nutzer zeigen sich die Fassaden jeweils unterschiedlich neu. Im Keller sind alle Häuser durch eine zweigeschoßige Tiefgarage verbunden.
Zwischen den Häusern mit überdachten Eingangsbereichen gibt es weiters überdachte natürliche Außenräume mit flachgezogenen Linden im Wechsel mit Autoparkplätzen mit Kunstobjekten (Kunst am Bau) der Künstler Heinz Gappmayr, Peter Kogler, Eva Schlegel, Elisabeth Hölzl und Heimo Zobernig.
Die 3 Wohnhäuser von driendl*architects sind geprägt von Durchlässigkeit und Transparenz durch ovale, helle Erschließungszonen über alle Geschoße, freundliche und kommunikative Zugangszonen zu den jeweiligen Wohnungen und vorgelagerte Balkone.

## Anerkennungen
- Österreichischer Bauherrenpreis 2000 für die Neue Heimat Tirol mit den Direktoren Klaus Lugger und Alois Leiter